# ITF Women’s World Tennis Tour 2020 (Juli–September)
In den folgenden Tabellen werden die Tennisturniere des dritten Quartals der ITF Women’s World Tennis Tour 2020 dargestellt.

## Turnierplan
| Kategorien            | Kategorien           |
| World Tennis Tour 25+ | World Tennis Tour 15 |
| --------------------- | -------------------- |
| W100                  | —                    |
| W80                   | —                    |
| W60                   | —                    |
| W25                   | —                    |
| —                     | W15                  |

### Juli
Auf Grund der COVID-19-Pandemie fanden keine Turniere statt.

### August
| Datum 1 | Turnierort                               | Siegerin Einzel                          | Siegerinnen Doppel                         |
| ------- | ---------------------------------------- | ---------------------------------------- | ------------------------------------------ |
| 3.8.    | Aufgrund der COVID-19-Pandemie abgesagt. | Aufgrund der COVID-19-Pandemie abgesagt. | Aufgrund der COVID-19-Pandemie abgesagt.   |
| 10.8.   | Aufgrund der COVID-19-Pandemie abgesagt. | Aufgrund der COVID-19-Pandemie abgesagt. | Aufgrund der COVID-19-Pandemie abgesagt.   |
| 17.8.   | Oeiras                                   | Clara Tauson                             | Eva Guerrero Álvarez Diane Parry           |
| 24.8.   | Cordenons                                | Zheng Qinwen                             | Martina Colmegna Federica Di Sarra         |
| 24.8.   | Alkmaar                                  | Cindy Burger                             | Suzan Lamens Marine Partaud                |
| 31.8.   | Montemor-o-Novo                          | Beatriz Haddad Maia                      | Marina Bassols Ribera Ioana Loredana Roșca |
| 31.8.   | Marbella                                 | Zheng Qinwen                             | Alina Tscharajewa Oxana Selechmetjewa      |
| 31.8.   | Triest                                   | Federica Di Sarra                        | Yuliana Lizarazo Aurora Zantedeschi        |
| 31.8.   | Otočec                                   | Živa Falkner                             | Tina Cvetkovič Pia Lovrič                  |

### September
| Datum 1 | Turnierort                                                | Siegerin Einzel        | Siegerinnen Doppel                         |
| ------- | --------------------------------------------------------- | ---------------------- | ------------------------------------------ |
| 7.9.    | Saint-Malo Open 35 de Saint-Malo 2020                     | Nadia Podoroska        | Paula Kania Katarzyna Piter                |
| 7.9.    | Prag                                                      | Jana Čepelová          | Anastasia Dețiuc Johana Marková            |
| 7.9.    | Tarvis                                                    | Federica Di Sarra      | Marie Benoît Alexandra Cadanțu             |
| 7.9.    | Figueira da Foz                                           | Georgina García Pérez  | Ingrid Gamarra Martins Beatriz Haddad Maia |
| 7.9.    | Warna                                                     | Malene Helgø           | Cristina Dinu Ioana Loredana Roșca         |
| 7.9.    | Saint-Palais-sur-Mer                                      | Caijsa Wilda Hennemann | Yasmine Mansouri Lucie Wargnier            |
| 14.9.   | Cagnes-sur-Mer Open de Cagnes-sur-Mer Alpes-Maritime 2020 | Sara Sorribes Tormo    | Samantha Murray Sharan Julia Wachaczyk     |
| 14.9.   | Zagreb                                                    | Ana Konjuh             | Silvia Njirić Dejana Radanović             |
| 14.9.   | Frýdek-Místek                                             | Zheng Qinwen           | Anastasia Dețiuc Johana Marková            |
| 14.9.   | Grado                                                     | Sina Herrmann          | Anna Bondár Fanny Stollár                  |
| 14.9.   | Santarém                                                  | Beatriz Haddad Maia    | Francisca Jorge Olga Parres Azcoitia       |
| 14.9.   | Melilla                                                   | Matilda Mutavdzic      | Yvonne Cavalle-Reimers Ángela Fita Boluda  |
| 14.9.   | Monastir                                                  | Schalimar Talbi        | Julija Hatouka Hanna Kubarawa              |
| 21.9.   | Přerov                                                    | Grace Min              | Chantal Škamlová Tereza Smitková           |
| 21.9.   | Monastir                                                  | Julija Hatouka         | Laetitia Pulchartová Darja Semeņistaja     |
| 21.9.   | Porto                                                     | Beatriz Haddad Maia    | Carolina M. Alves Marina Bassols Ribera    |
| 28.9.   | Porto                                                     | Georgina García Pérez  | Jamie Loeb Ana Sofía Sánchez               |
| 28.9.   | Monastir                                                  | Schalimar Talbi        | Darja Astachowa Darja Semeņistaja          |